# This Flight Tonight
This Flight Tonight – ballada folkowa kanadyjskiej piosenkarki Joni Mitchell. Po raz pierwszy ukazała się na albumie Blue w 1971 roku. 

## Historia
Inspiracją dla utworu był związek piosenkarki z Jamesem Taylorem.
W 1973 szkocki rockowy zespół Nazareth nagrał hardrockową wersję piosenki. Utwór wyprodukowany przez Rogera Glovera z Deep Purple, ukazał się na płycie Loud ’n’ Proud i stał się przebojem w wielu krajach. Sama Joni Mitchell doceniła przeróbkę – po spotkaniu muzyków zespołu jeden z koncertów w Londynie rozpoczęła od zapowiedzi: „Chciałabym rozpocząć piosenką grupy Nazareth”.